# Colorina (telenovela)
Colorina é uma telenovela mexicana produzida por Valentín Pimstein para a Televisa e exibida pelo Canal de las Estrellas entre 24 de março de 1980 e 11 de março de 1981, substituindo Los ricos también lloran e sendo substituída por El hogar que yo robé. É uma história original de Arturo Moya Grau, com adaptação de Antonio Monsell.
Foi protagonizada por Lucía Méndez e Enrique Álvarez Félix , antagonizada por José Alonso e María Teresa Rivas com atuações estelares de Liliana Abud, Salvador Pineda, Maria Sorté e dos primeiros atores María Rubio e Armando Calvo.

## Trama
Colorina é  uma  mulher bela,que  trabalha como prostituta em um Cabaré,com sua amiga Rita.   Anos antes  , Colorina  vendeu  seu filho  e o abandonou. depois  de  algum  tempo,  Colorina se apaixona por  um milionário mas  só  que  em outra pessoa  ela  vira  uma  mulher  diferente, Ela
é  Fernanda  uma  mulher digna  e honesta  que  tem  três  filhos: José  Miguel , Armando e Danilo.

## Elenco
- Lucía Méndez - Colorina / Fernanda Redes Paredes
- Enrique Álvarez Félix - Gustavo Adolfo Almazán y de la Vega
- María Teresa Rivas - Ana María de la Vega de Almazán
- Julissa - Rita
- José Alonso - Iván
- María Rubio - Ami
- Armando Calvo - Guillermo Almazán
- Fernando Larrañaga - Dr. Manuel Ulloa
- María Sorté - Mirta
- Luis Bayardo - Polidoro "Poli"
- Héctor Ortega - Toribio
- Liliana Abud - Alba de Almazán
- Elizabeth Dupeyrón - Marcia Valdés de Pedres
- Guillermo Capetillo - José Miguel Redes
- Juan Antonio Edwards - Armando Redes
- José Elías Moreno - Danilo Redes
- Roxana Saucedo - Mónica Pedres Valdés
- Salvador Pineda - Enrique
- Alberto Inzúa - Matías
- Alma Delfina - "La Pingüica"
- Elsa Cárdenas - Adela
- Yuri - Italia "Ita" Ferrari
- Alba Nydia Díaz - Laiza Vicuña
- Arturo Lorca - Liborio
- Christian Bach - Peggy
- Eugenio Cobo - Lic. Germán Burgos
- Roberto Ballesteros - Julián Saldívar
- Patricia Ancira - Lupe
- Marina Dorell - Cristina
- Juan Luis Galiardo - Aníbal Gallardo y Rincón
- Alejandro Tommasi - Doménico
- Beatriz Aguirre - Iris
- Enrique Beraza - Emilio
- Debbie D'Green - Bailarina
- Alfredo García Márquez - Domingo
- Federico Falcón - Norberto Pedres
- Enrique Hidalgo - Dr. Marín
- Claudia O'Brien
- Ricardo Cortez - Pianista
- Enrique Gilabert - Detective
- Óscar Bonfiglio - Amigo de Enrique
- Marichu de Labra - Teresa
- Marta Resnikoff - Modista
- Carlos Pouliot - Amigo de Iván